# Leo Perutz

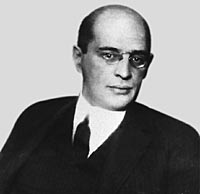
Leo Perutz

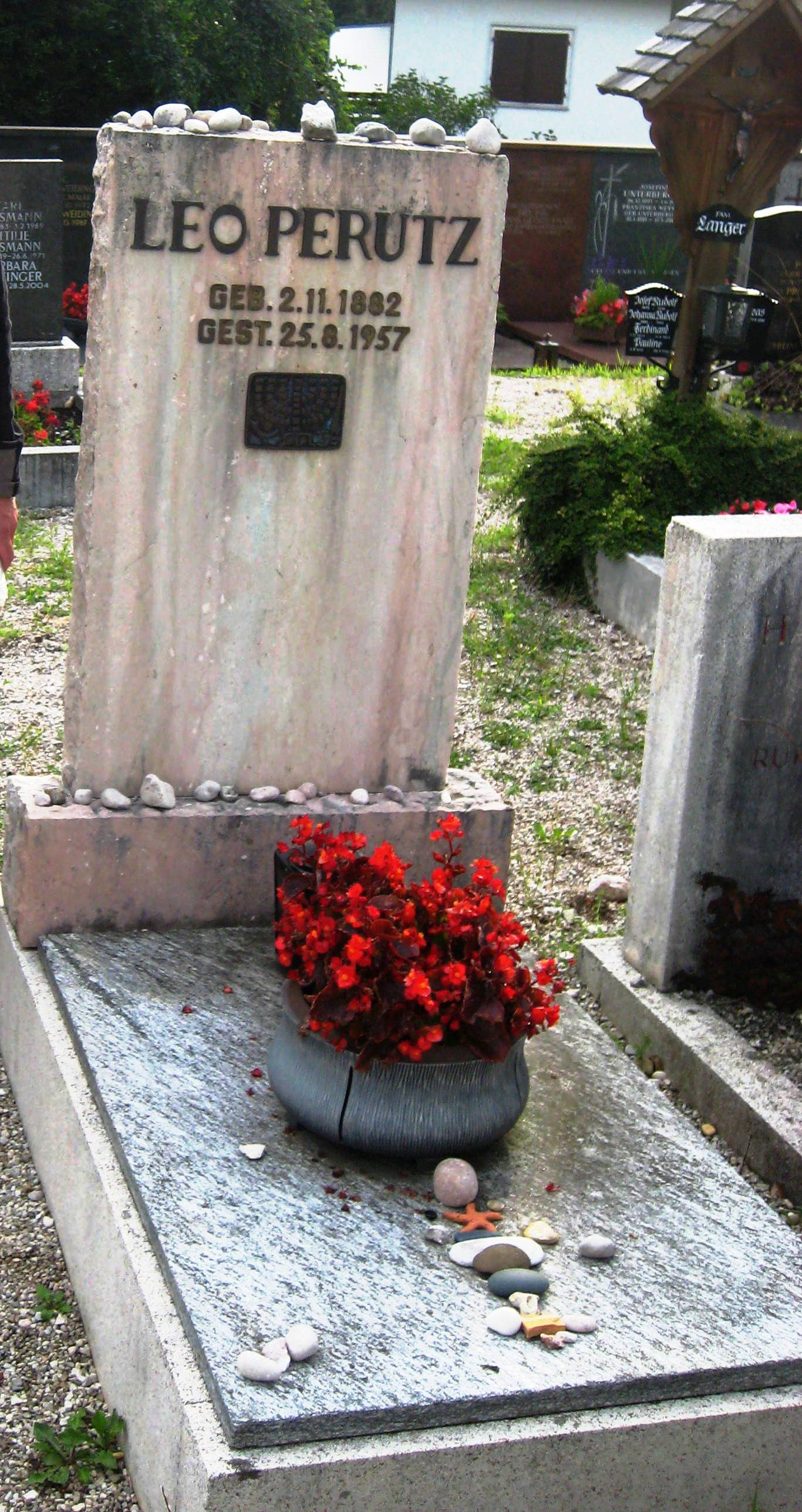
Graf van Perutz in Bad Ischl

Leopold Perutz (Praag, 2 november 1882 - Bad Ischl, 25 augustus 1957) was een Oostenrijks schrijver en actuaris van Joodse herkomst.

## Leven
Perutz werd geboren in een familie met Joods-Spaanse wortels. Zijn vader was een succesvol textielfabrikant. Hij bezocht het gymnasium, werkte een poosje in het bedrijf van zijn vader, en studeerde uiteindelijk statistiek en actuariële wetenschappen aan de Technische Universiteit Wenen. In 1907 trad hij in dienst als actuaris bij een grote verzekeringsmaatschappij in Triëst. Binnen zijn vakgebied zou hij internationaal naam verwerven. Meermaals gedurende zijn verdere leven zou hij baanbrekende artikelen schrijven voor toonaangevende wetenschappelijk tijdschriften. Zelfs werd er een wiskundige vergelijking naar hem genoemd.
Tijdens zijn Weense studieperiode in Wenen bezocht Perutz veelvuldig het beroemde Café Central en ontmoette daar schrijvers als Peter Altenberg, Hermann Bahr, Oskar Kokoschka en Alfred Polgar. Al snel begon hij ook zelf te schrijven. In 1915 publiceerde hij zijn eerste roman, Der dritte Kugel en een jaar later Das Mangobaumwunder. Deels schreef deze boeken terwijl hij diende hij in het Oostenrijkse leger, aan het Oostfront, onder andere in een lazaret terwijl hij herstelde van een schotwond. 
Perutz schreef in zijn leven een elftal relatief korte romans, plus een aantal verhalen, hoorspelen en toneel. Vaak koos hij voor historische onderwerpen, veelal episodisch uitgewerkt, met veel avontuur en doorspekt met metafysische thema's, waarmee zijn werk soms een modernistisch karakter krijgt. Sommige van zijn werken worden gerekend tot de fantastische literatuur, soms hebben zijn romans ook wel iets van een detective. Collega schrijver Friedrich Torberg typeerde Perutz' werk later als een kruising tussen Franz Kafka en Agatha Christie. Invloeden zijn verder herkenbaar van E.T.A. Hoffmann, Arthur Schnitzler en Victor Hugo.  Zijn werk werd bewonderd door schrijvers als Jorge Luis Borges, Italo Calvino, Ian Fleming, Karl Edward Wagner en Graham Greene.
Na de Anschluss in 1938 ontvluchtte Perutz Oostenrijk en emigreerde naar Palestina. Na de stichting van de staat Israël keerde hij zich echter tegen het Joods nationalisme. Vanaf 1950 zou hij veelvuldig naar Oostenrijk reizen en bracht hij de zomers veelal weer in Wenen door. In 1957 overleed hij, plotseling, tijdens een bezoek aan vrienden in Bad Ischl, 74 jaar oud.
Diverse werken van Perutz zijn in het Nederlands vertaald, onder andere door Nelleke van Maaren. Veel van zijn werk werd ook verfilmd.